# Ana María Campos
Ana María Campos   (Los Puertos de Altagracia, 2 d'abril de 1796 - Llac Maracaibo, 17 d'octubre de 1828) va ser una heroïna en la Guerra d'Independència de Veneçuela pertanyent al bàndol alliberador. Li va ser donat l'honor d' «heroïna», i se la coneix com a «guerrera» i «màrtir».

## Joventut
Ana María Campos era filla de Domingo José de Campos y Perozo de Cervantes i de María Ana Cubillán de Fuentes y Vera. Des de molt jove va ser partidària de l'expulsió del govern espanyol.
Ella provenia d'una de les famílies més aristocràtiques de la regió, i va rebre l'educació limitada que era tradicional per a les dones en aquestes famílies, que estava restringida principalment a l'estudi del catolicisme. Malgrat això, ella va aprendre les arts de la societat i fins i tot el codi de cavalleria, arribant a ser coneguda com «una amazona consumada».
Dins de l'alta societat, Campos va estar exposada indirectament als escrits i pensaments liberals de l'era de la Il·lustració, i des de molt jove es va informar que tenia «una set de llibertat, igualtat i fraternitat», una set que li donaria una raó per resistir-se al contraatac realista de 1821-1823.

## Campanyes de resistència i arrest
Simpatitzant de les causes de la independència des de la infància i després activa en elles, Campos va obrir les habitacions de la seva gran llar familiar per a l'organització d'aquestes forces, i va conspirar amb elles.
Campos és coneguda per les seves accions durant l'ocupació realista del llac de Maracaibo, encapçalada pel mariscal de camp Francisco Tomás Morales. Després d'escoltar els intents de Campos d'ajudar a la revolució, al setembre de 1822, Morales la va acusar d'organitzar reunions clandestines per enderrocar la Corona i la va arrestar. Una de les proves aportades va ser una cosa que va dir en una de les reunions secretes: «Si Morales no capitula, monda» (en la llengua vernacla de l'època, «Si Morales no es rendeix, que mori»). Morales la va interrogar personalment i va confessar haver dit la frase, que ja s'havia convertit en un cant popular a Maracaibo.
Ella es va negar a demanar disculpes a Espanya, i va ser condemnada i sentenciada a ser flagel·lada públicament. Això implicava caminar pels carrers descamisada, específicament sobre un ase en lloc d'un cavall, com a senyal d'oprobi. Al mateix temps, va ser fuetejada pel botxí públic, Valentín Aguirre. S'informa que, després de cada fuetada, ell li va preguntar si volia penedir-se, i cada vegada ella responia «Si no capitula, monda». Després de suportar la tortura, va ser alliberada. No obstant això, les lesions sofertes eventualment serien la causa de la seva mort.

## La batalla del Llac de Maracaibo
Encara colpejada, Campos va viure diversos anys més. L'any després del seu arrest i tortura, la batalla que havia buscat va ocórrer en la batalla naval del llac de Maracaibo, el 24 de juliol de 1823. Tot i que encara feble per la tortura, va assumir un paper de suport en la batalla. Els revolucionaris van guanyar la batalla, assegurant la independència de Maracaibo i obligant a Morales a rendir-se.

## La seva mort
Campos va morir als 32 anys, cinc anys després de la victòria al llac de Maracaibo, a causa d'un atac epilèptic a causa de les seves ferides de tortura, a la vora del llac de Maracaibo el 17 d'octubre de 1828.

## El seu llegat
Nombrosos llocs a Maracaibo porten el nom de «Campos», incloent un carrer, una plaça pública, un centre de capacitació per a dones recluses, i un complex petroquímic. Un monument a la plaça pública que porta el seu nom mostra a Campos muntant descamisada sobre un ruc mentre un home fa servir un fuet darrere d'ella.
A les zones de l'Estat de Zulia, l'estat de naixement de Campos, el bicentenari del seu naixement es va celebrar amb un gran festival. També hi va haver un impuls per crear més biografies d'ella en aquest moment, i es va formar l'Orquestra Ana María Campos. Una cançó popular a Veneçuela va ser composta i dedicada a Campos, anomenada Cançó de primavera, i s'usa per a commemorar-la.
| «                          | (castellà) «Heroína del alba y de la rosa Entre espadas y sangre, Tu corazón de fuego en fuego arde Cómo pasa tu nombre por la historia, En ritmo de jazmín, laurel y gloria.» | (català) Heroïna de l'alba i de la rosa Entre espases i sang, El teu cor de foc en foc crema Com passa el teu nom per la història, En ritme de gessamí, llorer i glòria. | » |
| — Cançó popular veneçolana | | |   |

En 2016, el Consell Legislatiu de l'Estat de Zulia va establir l'«Ordre Ana María Campos», que s'atorga anualment a les dones locals «que lluiten activament per la igualtat de gènere i l'apoderament de les dones en les diferents branques socials de país».